# Taneli Kekkonen
Taneli Kaleva Kekkonen (né le 4 septembre 1928 à Helsinki et mort le 11 juillet 1985 à Helsinki) est un diplomate finlandais . 

## Biographie
Taneli Kaleva Kekkonen est l'un des fils jumeaux du Président de la République de Finlande Urho Kekkonen.
En 1952, Taneli Kekkonen épouse Brita Fagerholm, la fille de Karl-August Fagerholm, et le couple aura deux enfants Timo Kekkonen (né en 1957) et Tea Kekkonen (né en 1963).
Taneli Kekkonen est licencié en sciences politiques et entre au ministère des Affaires étrangères en 1952. 
Au cours de sa carrière, Taneli Kekkonen sera ambassadeur à Belgrade, Athènes et Rome de 1975 à 1980, Malte et Varsovie de 1980 à 1984 et à Tel Aviv de 1984 à 1985.
Lorsque Kekkonen a été surpris en état d'ébriété au volant au début des années 1980, le ministère des Affaires étrangères l'a invité à rentrer en Finlande depuis Tel Aviv. 
Kekkonen était profondément déprimé et a dit à sa femme Brita qu'il allait se suicider. Sa femme lui a demandé d'attendre au moins un an. 
Cette année-là, Kekkonen a siégé dans son bureau au ministère des Affaires étrangères pendant les heures de bureau et aucune affectation ne lui a été assignée. Le 11 juillet 1985, Taneli Kekkonen s'est suicidé.